# Elisabeth Schumann
Elisabeth Schumann (Merseburg, 13 giugno 1888 – New York, 23 aprile 1952) è stata un soprano tedesco che cantò in opere, operette, oratori e lieder, lasciando un'abbondante produzione discografica.

## Biografia
Studiò canto a Berlino e a Dresda, e fece il suo debutto nel 1909 ad Amburgo nel Tannhäuser di Richard Wagner; ad Amburgo rimase poi fino al 1919. I suoi primi ruoli furono da soubrette, ma successivamente intraprese lo studio di ruoli per soprano lirico, di coloratura e anche drammatico (Susanna in Le nozze di Figaro e Zerlina in Don Giovanni di Mozart, Eva in Die Meistersinger von Nürnberg di Wagner e Sophie in Der Rosenkavalier di Richard Strauss, che divenne il suo ruolo più famoso). Nella stagione 1914-1915 cantò alla Metropolitan Opera di New York e dal 1919 al 1938 alla Wiener Staatsoper.
Con l'avvento del nazismo e dopo l'Anschluss nel 1938, la sua carriera, così come quella dell'allora suo secondo marito, il direttore d'orchestra Karl Alwin, venne bruscamente interrotta perché le venne proibito di lavorare. Alwin già nel 1937 emigrò in Messico, mentre la Schumann nel 1938 si trasferì a New York, dove visse fino alla sua morte. Durante la seconda guerra mondiale si esibì in concerto e si dedicò soprattutto all'insegnamento, in privato e al Curtis Institute of Music di Philadelphia. Dopo la guerra tornò a cantare in Europa, soprattutto in Inghilterra. Lavorò con artisti come Richard Strauss, Otto Klemperer, Lotte Lehmann, Bruno Walter, Wilhelm Furtwängler e altri. Fu la prima donna a essere nominata membro onorario della Wiener Philharmoniker.

## Repertorio
- Adolphe Adam
  - Le postillon de Lonjumeau (Rose)
- Eugen d'Albert
  - Die toten Augen (Arsinoe)
  - Tiefland (Pepa, Nuri)
- Daniel Auber
  - Fra Diavolo (Zerline)
- Ludwig van Beethoven
  - Fidelio (Marzelline)
- Heinrich Berté
  - Das Dreimäderlhaus (Hannerl)
- Georges Bizet
  - Carmen (Micaëla, Frasquita)
- Jan Brandts-Buys
  - Die Schneider von Schönau (Veronika)
- Ferruccio Busoni
  - Die Brautwahl (Albertine)
- Peter Cornelius
  - Der Barbier von Baghdad (Margiana)
- Léo Delibes
  - Lakmé (Rose)
- Gaetano Donizetti
  - Don Pasquale (Norina)
- Friedrich von Flotow
  - Martha (Lady Harriet Durham)
- Christoph Willibald Gluck
  - Orfeo ed Euridice (Amore)
  - Le cadi dupé (Zelmire)
- Hermann Goetz
  - Der Widerspänstigen Zähmung (Bianca)
- Karl Goldmark
  - Das Heimchen am Herd (Il grillo)
- Charles Gounod
  - Faust (Marguerite)
- Engelbert Humperdinck
  - Königskinder (La pastorella d'oche)
  - Hänsel und Gretel (Gretel, il mago Sabbiolino, il mago Rugiadino)
- Erich Wolfgang Korngold
  - Der Ring des Polykrates (Laura)
- Ernst Křenek
  - Jonny spielt auf (Yvonne)
- Ruggero Leoncavallo
  - Pagliacci (Nedda)
- Albert Lortzing
  - Zar und Zimmermann (Marie)
  - Der Wildschütz (Nanette)
  - Die beiden Schützen (Suschen)
- Pietro Mascagni
  - Cavalleria rusticana (Lola)
- Giacomo Meyerbeer
  - L'Africaine (Anna)
  - Le prophète (Chorknabe)
- Karl Millöcker
  - Der Bettelstudent (Bronislawa)

- Wolfgang Amadeus Mozart
  - Le nozze di Figaro (Susanna, Barbarina, Cherubino)
  - Bastien und Bastienne (Bastienne)
  - Die Entführung aus dem Serail (Blondchen)
  - Così fan tutte (Despina)
  - Die Zauberflöte (Pamina, Papagena, Prima dama)
  - Idomeneo (Ilia)
  - Don Giovanni (Zerlina)
- Jacques Offenbach
  - Les Contes d'Hoffmann (Antonia)
  - Orphée aux enfers (Cupidon)
  - La chanson de Fortunio (Valentin)
- Giovanni Battista Pergolesi
  - La serva padrona (Serpina)
- Giacomo Puccini
  - La bohème (Mimì, Musetta)
- Max von Schillings
  - Mona Lisa (Dianora)
- Bedřich Smetana
  - Prodaná nevěsta (Mařenka)
- Johann Strauss
  - Die Fledermaus (Adele, Ida)
  - Der Zigeunerbaron (Arsena)
- Richard Strauss
  - Ariadne auf Naxos (Il compositore, Naiade)
  - Der Rosenkavalier (Sophie, Octavian)
  - Elektra (Vertraute)
- Ambroise Thomas
  - Mignon (Mignon)
- Giuseppe Verdi
  - La traviata (Annina)
  - Falstaff (Nannetta)
- Richard Wagner
  - Parsifal (Fanciulla fiore, uno scudiero)
  - Lohengrin (Paggio)
  - Tannhäuser (Paggio, un giovane pastore)
  - Die Meistersinger von Nürnberg (Eva, un apprendista)
  - Die Walküre (Gerhilde)
  - Rienzi (Un messo di pace)
  - Götterdämmerung (Figlia del Reno, Wellgunde, Woglinde)
  - Siegfried (Uccello della foresta)
  - Das Rheingold (Wellgunde, Woglinde)
- Carl Maria von Weber
  - Der Freischütz (Ännchen)
- Joseph Weigl
  - Daniel in der Löwengrube (Abisag)
- Felix von Weingartner
  - Meister Andrea (Malgherita)
- Arnold Winternitz
  - Meister Grobian (Cornelia)
- Julius Zaiczek-Blankenau
  - Ferdinand und Luise (Luise)

## Discografia
- Strauss R: Der Rosenkavalier - Elisabeth Schumann/Lotte Lehmann/Maria Olszewska/Richard Mayr/Robert Heger/Vienna Philharmonic Orchestra, Naxos
- The Artistry Of Elisabeth Schumann - Elisabeth Schumann/George Schick/George Reeves, Essential Media Group LLC
- Elisabeth Schumann, Opera Classics - Elisabeth Schumann/Leo Rosenek/Bruno Reibold/Karl Alwin/Albert Coates/Robert Heger/Lawrence Collingwood, Classique Perfecto
- Elisabeth Schumann - Elisabeth Schumann/Bruno Walter/Hubert Greenslade, Symposium
- Lieder de Schubert - Elisabeth Schumann, Mastercorp
- Elisabeth Schumann Recital - Elisabeth Schumann/George Schick, Mastercorp
- Elisabeth Schumann, Arias and Songs - Vienna State Opera Orchestra/London Symphony Orchestra/Karl Alwin/Leo Rosenek/Walter Goehr/Lawrance Collingwood/George Reeves/Elisabeth Schumann, Mastercorp
- Franz Schubert, Vol. 7 (1933, 1937) - Elisabeth Schumann, Documents